# Axinopsida serricata
Axinopsida serricata är en musselart som först beskrevs av Carpenter 1864.  Axinopsida serricata ingår i släktet Axinopsida och familjen Thyasiridae. Inga underarter finns listade i Catalogue of Life.